# 汪汝谦
汪汝谦（1577年—1655年），字然明，又号松溪道人，明末清初徽商、文人和书画收藏家。